# 早安台北
《早安台北》於1979年8月出品，為由李行導演自行籌組的電影公司大眾電影公司所發行的台灣電影。該影片集聚台灣一時的電影精英，除知名電影演員林鳳嬌、鍾鎮濤外，幕後工作人員尚有導演李行、原著小野、編劇兼副導演侯孝賢、攝影陳坤厚等。

## 劇情概要
葉天林不滿意既定的升學模式，瞞著父親休學，在餐廳駐唱，也為唱片公司作曲。葉天林的表哥孟大元主持一家傳播公司，經常安排葉天林為唱片公司作曲和演唱。葉天林的好友唐風，從小在育幼院長大，為了資助育幼院搬遷而拚命賺錢。唐風的女朋友蘇琪主持《早安台北》節目，她在節目中播出葉天林的歌曲以鼓勵葉天林作曲。拚命賺錢的唐風沒空陪伴蘇琪，總是找葉天林去陪她。葉父發現了葉天林休學的事，氣得把葉天林趕出葉家…… 

## 評價
影片忠實紀錄1970年代末期的台北影像。因其藝術成就獲得第17屆金馬獎最佳影片，而李行於頒獎典禮致獲獎詞說的「這是公平的」，也常被爾後華人地區的電影人所引用。

## 演員列表
- 鍾鎮濤 飾 葉天林
- 林鳳嬌 飾 蘇琪(藝名:于珍)
- 江明 飾 唐風
- 李烈 飾 葉天林的表妹
- 歐弟 飾 小彈珠(院童)
- 郎雄 飾 葉文(葉天林父親)
- 崔福生 飾 蘇琪父
- 傅碧輝 飾 蘇琪母
- 韓甦 飾 阿福公(葉家老僕)
- 葛香亭 飾 賴春木
- 曹健 飾 曹老闆(地主)
- 錢璐 飾 孟大元的母親
- 黃曼 飾
- 陶述 飾 石奶奶(院長)
- 王宇 飾
- 周少卿 飾
- 伍克定 飾 孟大元(葉天林表哥)
- 賀軍政 飾 高亦音
- 吳燕 飾
- 白琳 飾
- 張威 飾
- 謝仲謀 飾
- 胡光 飾
- 吳可 飾
- 王菲 飾
- 楊烈 飾
- 王雲 飾
- 丁國勝 飾
- 萬傑 飾
- 朿蓮方 飾

## 電影歌曲
| 曲別   | 歌名           | 演唱者 | 作曲            | 作詞 |
| ------ | -------------- | ------ | --------------- | ---- |
| 主題曲 | 早安台北       | 鍾鎮濤 | 翁清溪          | 孫儀 |
| 插曲   | 百靈電話機     | 鍾鎮濤 | 湯尼            | 孫儀 |
| 插曲   | 我的夥伴       | 鍾鎮濤 |                 |      |
| 插曲   | 讓我多睡一會   | 鍾鎮濤 |                 |      |
| 插曲   | 讓我看完連續劇 | 鍾鎮濤 |                 |      |
| 插曲   | 我的母親       | 鍾鎮濤 |                 |      |
| 插曲   | 吾愛吾友       | 鍾鎮濤 |                 |      |
| 插曲   | 你的影子       | 鍾鎮濤 | Freddie Aguilar | 莊奴 |
| 插曲   | 我情留在小漁港 | 鍾鎮濤 | 翁清溪          | 孫儀 |

## 拍攝地點
- 台北市兄弟餐廳(Wooden Nickel Saloon)
- 台北市金台北西餐廳
- 宜蘭縣頭城大溪漁港

## 外部連結
- 開眼電影網上《早安台北》的資料（繁體中文）
- 香港影庫上《早安台北》的資料（繁體中文）
- 时光网上《早安台北》的資料（简体中文）
- 豆瓣电影上《早安台北》的資料 （简体中文）
- 互联网电影数据库（IMDb）上《早安台北》的资料（英文）